# Komitet do spraw Badań Przestrzeni Kosmicznej
Komitet do spraw Badań Przestrzeni Kosmicznej (COSPAR, ang. Committee for Space Research) – organizacja utworzona przez Międzynarodową Radę Unii Naukowych (ICSU) w 1958 roku. Zadaniem Komitetu jest promowanie i koordynacja badań kosmosu na poziomie międzynarodowym, a szczególnie wymiana i rozpowszechnianie informacji z zakresu badań kosmosu. W tym celu Komitet organizuje wiele sympozjów, wydaje publikacje itp. W 1960, po reorganizacji Komitetu, przystąpiła do niego Polska.
Obecnie tworzą go 44 kraje. COSPAR dzieli się na osiem komisji naukowych, oznaczonych kolejnymi literami alfabetu. Siedzibą sekretariatu jest Paryż. Komitet zbiera się co dwa lata, a w jego obradach uczestniczą także naukowcy z krajów nie związanych z COSPAR. Zebrania generalne (ang. General Assemblies) od 2000 roku odbyły się (lub mają odbyć) w następujących miejscach:
| Numer | Rok  | Miasto              | Państwo           |
| ----- | ---- | ------------------- | ----------------- |
| 44.   | 2022 | Ateny               | Grecja            |
| 43.   | 2020 | Sydney              | Australia         |
| 42.   | 2018 | Pasadena            | Stany Zjednoczone |
| 41.   | 2016 | Stambuł (anulowane) | Turcja            |
| 40.   | 2014 | Moskwa              | Rosja             |
| 39.   | 2012 | Mysore              | Indie             |
| 38.   | 2010 | Brema               | Niemcy            |
| 37.   | 2008 | Montreal            | Kanada            |
| 36.   | 2006 | Pekin               | Chiny             |
| 35.   | 2004 | Paryż               | Francja           |
| 34.   | 2002 | Houston             | Stany Zjednoczone |
| 33.   | 2000 | Warszawa            | Polska            |

W 1963 i 2000 obrady miały miejsce w Warszawie. Warszawa była też kandydatem do organizacji zebrania generalnego COSPAR w roku 2022. Zebranie w 2016 roku zostało anulowane w związku z zamachem stanu w Turcji.